# Kabukichō Sherlock
Kabukichō Sherlock (歌舞伎町シャーロック?) es una serie de televisión de anime original producida por Production I.G. La mayoría de los personajes están basados en la serie Sherlock Holmes de Arthur Conan Doyle. Se emitió en el bloque de programación Animeism desde octubre de 2019 hasta marzo de 2020.

## Sinopsis
Ambientada en los tiempos modernos en Kabukicho y sus alrededores en una reimaginación de Sherlock Holmes, un equipo de detectives está resolviendo una serie de asesinatos en serie cometidos por Jack el Destripador.
Los casos que acosan a Kabukicho y sus residentes son negociados por la Sra. Hudson a través de Pipe Cat, un bar clandestino, donde los detectives se reúnen para aceptar los casos que les interesan.

## Personajes
Sherlock Holmes (シャーロック・ホームズ Shārokku Hōmuzu?)
 Seiyū: Katsuyuki Konishi
Sherlock es un individuo excéntrico que una vez soñó con convertirse en rakugoka pero fracasó. En cambio, se convirtió en detective y es uno de los detectives de Detective Row. Emplea rakugo una vez que ha deducido las respuestas al caso en cuestión.
John H. Watson (ジョン・H・ワトソン Jon H. Watoson?)
 Seiyū: Yūichi Nakamura
Actualmente, John trabaja en un hospital universitario en el lado oeste de Shinjuku, pero tuvo que cruzar a Kabukichou para que alguien lo ayudara con un caso extraño. Su búsqueda lo lleva al Pipe Cat.
James Moriarty (ジェームズ・モリアーティ Jēmuzu Moriāti?)
 Seiyū: Seiichirō Yamashita
James es el líder interino de Kabukicho Irregulars, un grupo de niños cuya misión es robar a los ricos y apoyar a los necesitados. Más tarde se revela que es hijo del alcalde del distrito y se quedó en Kabukicho para rastrear y vengarse del asesino en serie que mató a su hermana gemela.
Fuyuto Kyogoku (京極冬人 Kyogoku Fuyuto?)
 Seiyū: Sōma Saitō
Mary Morstan (メアリ・モーンスタン Meari Mōnsutan?)
 Seiyū: Nao Tōyama
Ella es la menor de los hermanos Morstan, quien creció con su hermana mayor como única compañera. El día que la dieron en adopción, decidió huir a Kabukicho con Lucy.
Lucy Morstan (ルーシー・モーンスタン Rūshī Mōnsutan?)
 Seiyū: Mariko Higashiuchi
Lucy es la mayor de los hermanos Morstan. Cuando eran más jóvenes, ella se escapó hacia el lado este con Mary. Se viste como un hombre y suele ser confundida como tal.
Michel Belmont (ミッシェル・ベルモント Missheru Berumonto?)
 Seiyū: Yutaka Aoyama
Toratarō Kobayashi (小林寅太郎 Kobayashi Toratarō?)
 Seiyū: Tatsumaru Tachibana
Señora Hudson (ハドソン夫人 Hadoson fujin?)
 Seiyū: Junichi Suwabe
Irene Adler (アイリーン・アドラー Airīn Adorā?)
 Seiyū: Maaya Sakamoto

## Media

### Anime
La serie de televisión de anime original de Production I.G se anunció el 9 de agosto de 2018. La serie fue dirigida por Ai Yoshimura y escrita por Taku Kishimoto, con Toshiyuki Yahagi responsable de los diseños de personajes. Takurō Iga compuso la música. La serie duró dos cursos, y la mitad se transmitió del 11 de octubre al 27 de diciembre de 2019 en el bloque de programación Animeism en MBS, TBS y BS-TBS. La segunda mitad se emitió del 10 de enero al 27 de marzo de 2020. Ego-Wrappin' interpretó el tema de apertura de la serie "CAPTURE", mientras que Lozareena interpretó el primer tema final de la serie "Hyakuoku Kōnen". Huwie Ishizaki interpretó el segundo tema final de la serie, "Parade". Funimation obtuvo la licencia de la serie fuera de Asia.
El 26 de agosto de 2020 se lanzó una serie OVA de seis episodios. Se centra en los antecedentes de Moriarty y el lanzamiento incluyó el video piloto original y los comentarios de audio realizados por el elenco principal.

### Manga
Una versión manga fue serializada en Monthly Comic Garden y escrita por Kinu Mizukoshi. Fue lanzado el 4 de enero de 2020.